# Ludwig Tobler

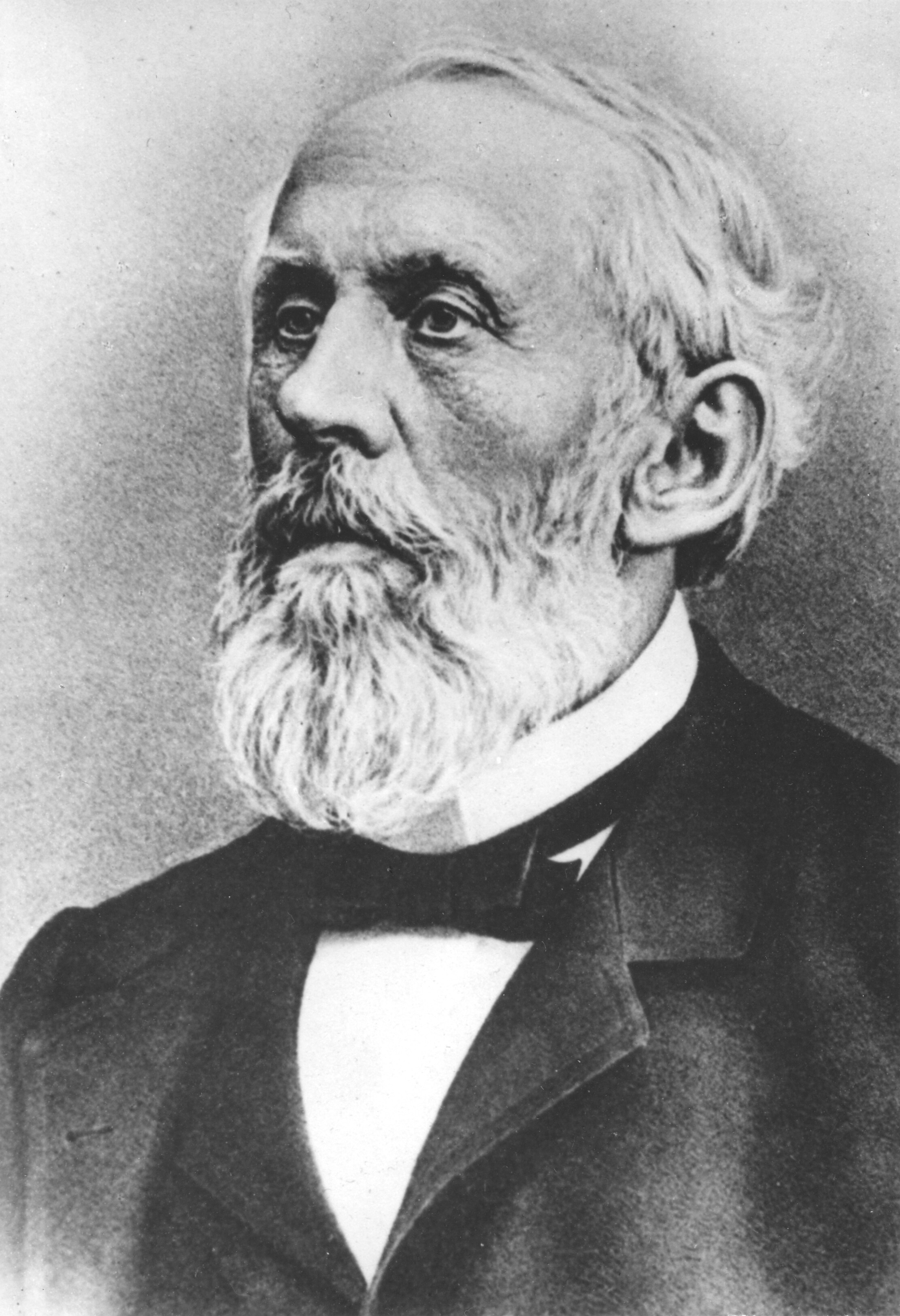
Ludwig Tobler (1827–1895)

Johann Ludwig Tobler (* 1. Juni 1827 in Hirzel; † 19. August 1895 in Zürich) war ein Schweizer Sprachwissenschafter, Volkskundler und Sprachphilosoph. Zusammen mit Friedrich Staub begründete er das Schweizerische Idiotikon.

## Leben
Johann Ludwig Tobler, aus altem Zürcher Geschlecht stammend, war Sohn des Theologen und Dichters Salomon Tobler und der Margaretha geborener Diezinger. Brüder waren der Romanist Adolf Tobler und der Historiker Wilhelm Tobler. Sein Schwiegervater war der Sprach- und Literaturwissenschafter Heinrich Hattemer. Er war der Vater des Pädiaters Ludwig Tobler und der Pianistin Mina Tobler sowie ein Vetter des Leipziger Verlegers Salomon Hirzel.
Geboren wurde er in einem kleinen Bauerndorf, wo sein Vater als Pfarrer wirkte. 1839 kam er nach Zürich ans Gymnasium, wo er Schüler u. a. des Germanisten Ludwig Ettmüller war. 1845–1849 studierte er an der jungen Universität Zürich Theologie und wurde 1849 zum VDM (verbi Divini minister) ordiniert. Als Redner wenig begabt, beschloss er, den Lehrerberuf zu wählen, und studierte 1849–1850 in Berlin, anschliessend 1850–1851 (neben einer Anstellung als Hauslehrer) in Leipzig Philologie und Philosophie; hier promovierte er 1851 mit einer unpublizierten Arbeit über den Philosophen Baruch de Spinoza.
1852–1859 war Tobler Lehrer an der Bezirksschule in Aarau und 1859/1860 am Progymnasium in Biel, wo er seine spätere Frau Henriette Hattemer (1838–1917) kennenlernte. 1860 wurde er Lehrer am Gymnasium in Bern. 1864 habilitierte er sich an der Universität Bern für allgemeine Sprachwissenschaft und wurde 1866 ebenda ausserordentlicher Professor für allgemeine Sprachwissenschaft und deutsche Philologie. 1871 erkrankte Tobler, angesteckt von einem französischen Internierten des Deutsch-Französischen Kriegs, an Pocken, verlor ein Auge und fast die ganze Stimme; eine chronische Heiserkeit schränkte in der Folge seine Lehrtätigkeit ein.
1873 zog das Ehepaar Tobler nach Zürich und gründete im damaligen Vorort Hottingen die private Mädchenschule «Im Morgenthal», die von Henriette Tobler-Hattemer geführt wurde (1892 wurde die Schule von Ida Wetli gekauft; 1912 wurde sie von einem Schwiegersohn des Ehepaars Tobler erworben und existierte, zusammen mit seiner Frau Elisabetha geführt, unter dem Namen «Ott-Tobler’sche Privatschule» noch bis 1936). Im gleichen Jahr erhielt Tobler an der Universität Zürich ein Extraordinariat für Altgermanische Sprachen und Literatur, das 1893 in eine ordentliche Professur umgewandelt wurde. 1874 wurde Tobler, der eng mit Friedrich Staub befreundet war, Redaktor am Schweizerischen Idiotikon. Er war schon 1862 aktiv bei der Gründung des Vereins für das schweizerdeutsche Wörterbuch dabei, der – 1950 neu gegründet – das Schweizerische Idiotikon bis heute herausgibt.
Im von Jakob Baechtold und Albert Bachmann verfassten Nachruf wird Ludwig Tobler als «durch und durch philosophisch angelegte Natur» beschrieben, wobei «die Schwere des Daseins … seinem ernsten Wesen etwas scheu in sich Gekehrtes, ja Herbes und Schroffes bei[mischte], das verletzen konnte, wenn man die seltene Natur dieses schwer zugänglichen Mannes nicht kannte». Als akademischer Lehrer war er «streng in seinen Anforderungen», und er «besaß kein Talent, sich jungen Leuten angenehm zu machen», als Wissenschafter war er «gewissenhaft und gründlich» und von einer «umfassende[n] Gelehrsamkeit». Sein «eigentliches Arbeits- und Forschungsgebiet war die Sprachphilosophie», was «in einer Zeit, da die physiologische Seite des Sprachlebens, lautgeschichtliche Probleme die linguistische Diskussion beherrschten, notwendig dazu führen [musste], daß Tobler unter den Sprachforschern eine etwas isolierte Stellung einnahm». Umgekehrt war Tobler «wohl der erste, der die neuhochdeutsche Grammatik als besonderen Lehrgegenstand in den Universitätsunterricht einführte».

## Werk
Tobler hatte ein breites Interessengebiet. Seine Forschungstätigkeit umfasste altgermanische Sprachen und ältere Literatur, schweizerische Mundarten, Sprachphilosophie und -psychologie, Aphasie, Wortbildung, Syntax, Bedeutungslehre, Volkspoesie und Volksglaube, in der Lehrtätigkeit traten noch altgermanische Mythologie, Alt- und Mittelenglisch, mittelhochdeutsche Metrik, neuhochdeutsche Grammatik und neuere Literatur hinzu.
Diese Interessen fanden auch ihren Niederschlag bei der Arbeit am Schweizerischen Idiotikon, wo Tobler mit Vorliebe Wörter mit komplexer Bedeutungsstruktur wie gëben, haben/heben, gehījen, chommen, chönnen, Wörter mit starkem kulturgeschichtlichem Aspekt wie Ettiken, Vich, Volk, Friden, Gott, Gotten, Götti, Chue, Cheib, Chopf, Chatz, Chrǖz sowie Vorsilben und Partikeln wie un-, ent-, er-, ver-, ge-, ab, ūf, um, an, īn, ūs, vor, für, gan, und, ër, ës abhandelte. Im schon oben erwähnten Nachruf heisst es:

«Tobler verstand es, die verwickeltsten Bedeutungsverhältnisse zu entwirren, die verbindenden Fäden bloßzulegen und den ganzen Reichtum in musterhaft klarer, übersichtlicher Anordnung vor uns auszubreiten. [Seine Artikel sind] lauter Kunstwerke in ihrer Art und wahre Zierden des Idiotikons.»

Überhaupt trug Tobler Wesentliches zum Konzept des Werks bei; so schrieb er 1863 in seinen Unmassgeblichen Gedanken über die Methode des schweizerischen Wörterbuchs:

«Neben dieser der Laut- und Formenangabe zu widmenden Sorgfalt sollte im Ganzen höheres Gewicht auf Sammlung, Angabe und gehörige Entwicklung der Bedeutungen aller einzelnen Wörter und ihrer phraseologischen Verbindungen gelegt werden; hierin wird, für die Wissenschaft wie für das weitere Publikum, für Gegenwart und Zukunft der werthvollste Gehalt des Wörterbuchs bestehen. Zur „Bedeutung“ zählen wir aber auch eine Reihe bisher allzusehr vernachlässigter syntactischer Erscheinungen in Congruenz, Rection, Wortstellung, eigenthümlichem Gebrauch von Pronomina und Präpositionen, endlich das Vorherrschen gewisser Triebe in der Wortbildung (besonders beliebte Ableitungssylben und Zusammensetzungen).»

Tobler war auch dichterisch tätig; so schrieb er die Texte für die 1864 uraufgeführten Kantaten Helgi und Kara und Schwur im Rütli von Eduard Munzinger (1831–1899).
Ein Teil seines Nachlasses befindet sich in der Handschriftenabteilung der Zentralbibliothek Zürich, ein weiterer im Archiv des Schweizerischen Idiotikons.

## Publikationen
- Mitarbeit am Schweizerischen Idiotikon. Wörterbuch der schweizerdeutschen Sprache. Frauenfeld 1881 ff.: zahlreiche Wortartikel von 1881 bis 1895 (Bände I bis III).

Monographien und Sammelband
- Über die Wortzusammensetzung nebst einem Anhang über die verstärkenden Zusammensetzungen. Ein Beitrag zur philosophischen und vergleichenden Sprachwissenschaft. Berlin 1868.
- (Hrsg.:) Schweizerische Volkslieder. Mit Einleitung und Anmerkungen. 2 Bände. Frauenfeld 1884/1886 (Nachdruck Hildesheim / New York 1975).
- Kleine Schriften zur Volks- und Sprachkunde von Ludwig Tobler. Hrsg. von J. Baechtold und A. Bachmann. Frauenfeld 1897 (mit vollständigem Verzeichnis der gedruckten Arbeiten Toblers, S. 305–320).

In den «Kleinen Schriften» nicht enthaltene wichtigere Aufsätze (Auswahl)
- Ueber den relativen gebrauch des deutschen «und» mit vergleichung verwandter spracherscheinungen. In: Zeitschrift für vergleichende Sprachforschung 7 (1858), S. 353–379.
- Die anomalien der mehrstämmigen comparation und tempusbildung. In: Zeitschrift für vergleichende Sprachforschung 14 (1865), S. 241–138.
- Ueber die bedeutung des deutschen ge- vor verben. In: Zeitschrift für vergleichende Sprachforschung 9 (1860), S. 108–275.
- Ueber das gerundium. In: Zeitschrift für vergleichende Sprachforschung 16 (1867), S. 241–266.
- Über die sogenannten Verba intensiva im Deutschen. In: Germania 16 (1871), S. 1–37.
- Über Auslassung und Vertretung des Pronomen relativum. In: Germania 1 (1872), S. 257–294.
- Über die scheinbare Verwechslung zwischen Nominativ und Accusativ. In: Zeitschrift für deutsche Philologie 4 (1873), S. 375–400.
- Die aspiraten und tenues in schweizerischer mundart. In: Zeitschrift für vergleichende Sprachforschung 22 (1874), S. 112–133.
- Conjunctionen mit mehrfacher bedeutung. Ein beitrag zur lehre vom satzgefüge. In: Beiträge zur Geschichte der deutschen Sprache und Literatur 5 (1878), S. 358–388.